# Cosmosoma xanthocera
Cosmosoma xanthocera là một loài bướm đêm thuộc phân họ Arctiinae, họ Erebidae.